# 桂田昌生
桂田 昌生（かつらだ まさみち、1945年7月20日 - ）は、日本の技術者、実業家。東芝メディカルシステムズ代表取締役社長や、日本医療機器産業連合会副会長、保健医療福祉情報システム工業会会長、日本画像医療システム工業会会長などを歴任した。

## 人物・経歴
北海道出身。1968年東北大学工学部卒業、東京芝浦電気入社。1990年東芝メディカルシステムズ・ヨーロッパ社副社長。1996年東芝アメリカメディカルシステム社社長。1999年東芝医用システム社社長。2001年東芝常務（医用システム社社長）、日本画像医療システム工業会会長。2003年東芝執行役常務（医用システム社社長）。同年東芝医用システム社を分社化して新設された東芝メディカルシステムズの代表取締役社長に就任。2007年全国発明表彰発明実施功績賞受賞。2008年東芝メディカルシステムズ相談役、東芝顧問、保健医療福祉情報システム工業会会長。2009年日本画像医療システム工業会会長。日本医療機器産業連合会副会長なども務めた。